# دالتون إي غراي
دالتون إي غراي (بالإنجليزية: Dalton E. Gray)‏ مواليد 4 يونيو 1997 في هيوستن، هو ممثل أمريكي بدأ مسيرته الفنية سنة 2010.

## الأعمال
- الغبي والأغبى 2 (2014) (بدور: ينغ هاري دون)
- ريفلوشن (2013) (بدور: آندي)
- ملكات الصراخ (2015)

## الجوائز
| السنة | الفئة                                         | الجائزة             | النتيجة |
| ----- | --------------------------------------------- | ------------------- | ------- |
| 2015  | أفضل أداء في دراما تلفزيونية - ممثل شاب مساعد | جائزة الفنان الصغير | رُشِّح     |

## روابط خارجية
- دالتون إي غراي على موقع IMDb (الإنجليزية)
- دالتون إي غراي على موقع قاعدة بيانات الفيلم (الإنجليزية)